# 波塞利耶-利普金机械

波塞利耶-利普金机械（相同颜色的线具有相同的长度）

波塞利耶-利普金机械，发明于1864年，屬於平面连杆机构，是第一個真正可以將轉動運動轉換為直線運動的平面直線運動機構，它以法国陆军军官Charles-Nicolas Peaucellier（1832-1913）和立陶宛犹太人Yom Tov Lipman Lipkin（1846-1876，著名拉比Israel Salanter的兒子）的名字命名。
在此機構發明之前，在沒有參考導軌的情形下，沒有平面機構可以將直線運動完美的轉換為轉動運動。1864年時，所有的動力來源是來自蒸汽机，其中有活塞，由汽缸施力，往上或往下運動。活塞和汽缸需要有良好的密封特性，讓蒸汽机中的蒸汽可以維持在汽缸內，不會因為漏氣而降低能量輸出的效率。活塞和汽缸維持密封的作法是讓活塞維持和汽缸壁平行的直線運動。因此如何讓活塞的直線運動轉換為旋轉運動就變的非常重要，大部份的蒸氣機應用都是旋轉運動。
波塞利耶-利普金机械的數學和圓的反演幾何有關。

## 薩魯斯連桿機構
在波塞利耶-利普金机械之前，有另外一個立體的直線運動機構，稱為薩魯斯連桿機構，比波塞利耶-利普金机械早11年發明，是由一組以樞紐相連的長方形組成。長方形之間可以以樞紐為軸旋轉，而長方形上的頂點會直線運動。薩魯斯連桿機構屬於立體的空間機構。

## 幾何

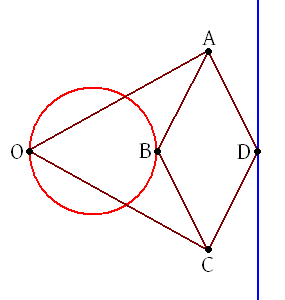
波塞利耶-利普金机械的幾何圖

在波塞利耶-利普金机械的幾何圖中，有六個固定長度的桿：OA, OC, AB, BC, CD, DA。OA和OC長度相同，而AB、BC、CD和DA的長度也都相同，形成菱形。O點是固定點。若B點限制在一個圓的圓周上運動（例如以OB為直徑，通過O和B二點的圓，圖中紅色的圖）。D點會延著直線運動（圖中的藍線）。若點B限制在一直線上運動（不通過O點的直線），則D點會在圓周上運動（通過O點的圓周）。

## 數學證明

### 共線
首先，需要證明O點、B點和D點共線。這可以用觀察的方式得知，連桿是兩側對稱的，以直線OD為對稱軸，因此B一定在此線上。
若要用正式的方式證明。因為邊BD和自身相等，邊BA和邊BC相等，邊AD和邊CD相等，因此三角形BAD和三角形BCD全等，角BAD和角BCD相等。
接下來要證明三角形OBA和三角形OBC全等。因為線OA和線OC相等，邊OB和自身相等，邊BA和邊BC相等，因此二三角形全等。角OBA和角OBC相等。
以下四個角的和是一個圓角，因此
∠OBA + ∠ABD + ∠DBC + ∠CBO = 360°
但因為三角形的全等，角OBA = 角OBC，角DBA = 角DBC，因此
2 × ∠OBA + 2 × ∠DBA = 360°
∠OBA + ∠DBA = 180°
因此，點O、B、D共線。

### 反演點
令點P為線段AC和線段BD的交點。因為ABCD是菱形，P會是線段AC和線段BD的中點，因此，線段BP和線段PD等長。
因為邊BP和邊DP相等，邊AP和自身相等，邊AB和邊AD相同，因此三角形BPA和三角形DPA全等。因此角BPA等於角DPA。但因為角BPA + 角DPA = 180°，因此角BPA和角DPA都是90°。
令：
{\displaystyle x=\ell _{BP}=\ell _{PD}}
{\displaystyle y=\ell _{OB}}
{\displaystyle h=\ell _{AP}}
則：
{\displaystyle \ell _{OB}\cdot \ell _{OD}=y(y+2x)=y^{2}+2xy}
{\displaystyle {\ell _{OA}}^{2}=(y+x)^{2}+h^{2}} （因為畢氏定理）
{\displaystyle {\ell _{OA}}^{2}=y^{2}+2xy+x^{2}+h^{2}}
{\displaystyle {\ell _{AD}}^{2}=x^{2}+h^{2}} （因為畢氏定理）
{\displaystyle {\ell _{OA}}^{2}-{\ell _{AD}}^{2}=y^{2}+2xy=\ell _{OB}\cdot \ell _{OD}}
因為OA和AD的長度固定,，因此OB和OD的乘積為定值：
{\displaystyle \ell _{OB}\cdot \ell _{OD}=k^{2}}
又因為O點、B點和D點共線，因此D點是B點相對圓(O,k)（圓心在O點，半徑為k）的反演點。

### 反演幾何
透過反演幾何的特性，因為點D的軌跡是點B軌跡的反演。若B的軌跡是通過反演中心O的圓，則點D的軌跡會是一直線。若點B的軌跡是不通過點O的直線，則點D的軌跡是通過點O的圓。Q.E.D.

### 典型的主動件

圖中的滑塊搖桿四連桿是波塞利耶-利普金机械的輸入

波塞利耶-利普金机械有許多的反演機構。其中一個如圖所示，以滑塊搖桿四連桿（ rocker-slider four-bar）為輸入，若要再細分，滑塊為輸入，使得搖桿以及波塞利耶-利普金机械轉動。

## 展覽物
在荷蘭埃因霍溫的永久展覽品中，有展覽物就是以此機構為主題。此展覽物大小為22乘15乘16（72乘49乘52英尺），重6,600（14,600英磅），遊客可以透過控制盤操作。

## 文獻
- Ogilvy, C. S., , Dover: 46–48, 1990, ISBN 0-486-26530-7
- Bryant, John; Sangwin, Chris. . Princeton: Princeton University Press. 2008: 33–38; 60–63. ISBN 978-0-691-13118-4. — proof and discussion of Peaucellier–Lipkin linkage, mathematical and real-world mechanical models
- Coxeter HSM, Greitzer SL. . Washington: Mathematical Association of America. 1967: 108–111. ISBN 978-0-88385-619-2. (and references cited therein)
- Hartenberg, R.S. & J. Denavit (1964) Kinematic synthesis of linkages （页面存档备份，存于）, pp 181–5, New York: McGraw–Hill, weblink from Cornell University.
- Johnson RA.  reprint of 1929 edition by Houghton Miflin. New York: Dover Publications. 1960: 46–51. ISBN 978-0-486-46237-0.
- Wells D. . New York: Penguin Books. 1991: 120. ISBN 0-14-011813-6.

## 外部連結
- How to Draw a Straight Line, online video clips of linkages with interactive applets.
- How to Draw a Straight Line, historical discussion of linkage design （页面存档备份，存于）
- Interactive Java Applet with proof. （页面存档备份，存于）
- Java animated Peaucellier–Lipkin linkage （页面存档备份，存于）
- Jewish Encyclopedia article on Lippman Lipkin （页面存档备份，存于） and his father Israel Salanter
- Peaucellier   Apparatus features an interactive applet
- A simulation （页面存档备份，存于） using the Molecular Workbench software
- A related linkage （页面存档备份，存于） called Hart's Inversor.
- Modified Peaucellier robotic arm linkage (Vex Team 1508 video) （页面存档备份，存于）